# Särkilammit
Särkilammit är en sjö i kommunen Ilomants i landskapet Norra Karelen i Finland. Den är 4,5 meter djup. Arean är 42 hektar och strandlinjen är 6,81 kilometer lång. Sjön  ingår i Vuoksens huvudavrinningsområde.   Den ligger omkring 68 kilometer öster om Joensuu och omkring 410 kilometer nordöst om Helsingfors. 